# Feria Nacional del Libro de León
La Feria Nacional del Libro de León (FeNaL), es una celebración anual, organizada por el Instituto Cultural de León, que reúne presentaciones editoriales, conferencias, talleres, exposiciones, concursos, espectáculos escénicos y musicales en un mismo lugar, Poliforum León.
Fue el 25 de mayo de 1990 cuando se realizó por primera vez este encuentro literario, conocido antes como Feria Nacional del Libro Infantil y Juvenil de León.
Por sus más de 100 expositores, múltiples actividades y miles de asistentes en cada edición, la Cámara Nacional de la Industria Editorial Mexicana (CANIEM), reconoció a FeNaL como la 4°ta mejor feria del libro del país.

### Premios y reconocimientos
Con el objetivo de impulsar a las nuevas plumas y difundir a los grandes escritores nacionales, cada año se entregan tres reconocimientos:
- Hazle al Cuento (1993): Premia el talento de pequeños escritores guanajuatenses.
- Premio Nacional de Literatura Para Jóvenes FeNaL-Norma (2009): Con el propósito de promover y publicar obras de escritores mexicanos enfocadas a literatura juvenil.
- Compromiso con las Letras: Se entrega a un destacado escritor o institución que promueva la lectura con su trabajo constante de producción o difusión literaria.